# IC 616
IC 616 ist eine Spiralgalaxie vom Hubble-Typ Scd im Sternbild Löwe am Nordsternhimmel. Sie weist eine starke photometrische und kinematische Asymmetrie auf.
Unmittelbar südlich der Galaxie findet sich eine weitere Galaxie mit einer Helligkeit von rund 17 mag und den Bezeichnungen PGC 3090487 / NPM1G +16.0223. Das Paar ist als Holm 200 katalogisiert (Holmberg, 1937). Das Paar ist nicht näher untersucht; SDSS-Daten zur Rotverschiebung sprechen dagegen, dass es sich um ein physikalisch gebundenes Paar handelt.
Entdeckt wurde das Objekt am 16. Dezember 1893 vom französischen Astronomen Stéphane Javelle.